# Jules Richard (Ozeanograf)
Jules Richard (* 18. November 1863; † 24. Januar 1945) war ein monegassischer Ozeanograph und Zoologe. Sein Forschungsschwerpunkt waren die Krebstiere.

## Leben
1887 veröffentlichte Richard in der Zeitschrift Feuille des Jeunes Naturalistes den Artikel De la recolte & de la conservation des Entomostraces d’Eau Douce: Cladoceres & Copepodes über die Entomostraca, eine ehemalige Unterklasse von Kleinkrebsen, der den Aufmerksamkeit von Baron Jules de Guerne, Assistent von Fürst Albert I. von Monaco, erregte. Richard wurde als Verantwortlicher für die Sammlungen des Fürsten empfohlen, womit eine lebenslange und produktive Zusammenarbeit begann. Er studierte auch im Labor von Alphonse Milne-Edwards und promovierte 1891 an der Sorbonne mit einer Arbeit über das Drüsen- und Nervensystem von Süßwasser-Ruderfußkrebsen. Nahezu die Hälfte von seinen 150 Veröffentlichungen befasste sich mit Süßwasser-Ruderfußkrebsen aus der ganzen Welt, insbesondere mit Beiträgen zur Kenntnis der Fauna Frankreichs. Bei vielen dieser Arbeiten waren Jules de Guerne oder Raphaël Blanchard Co-Autoren. Auf Drängen von Blanchard absolvierte Richard eine medizinische und hygienische Ausbildung, die er 1900 als MD abschloss. Richards Arbeit über die Ruderfußkrebse gipfelte in der Gründung des Ozeanographischen Museum Monaco im Jahr 1899, da sich seine Interessen mehr auf die Ozeanographie konzentrierten. Im Jahr 1900 wurde er zum Direktor des Museums ernannt, wo er die Forschungsergebnisse anderer bearbeitete, viel reiste, Publikationen herausgab und sich dem Bau des Museums widmete. Bis 1915 hatte Richard an mehr als 45 Expeditionen im Mittelmeer und Nordatlantik teilgenommen, darunter vier Fahrten nach Spitzbergen. Das Ozeanographische Museum Monaco wurde während Richards Amtszeit zum größten seiner Art in der Welt. Er war Vertreter im Conseil International pour l’Exploration de la Mer sowie korrespondierendes Mitglied der Académie des sciences.
1903 war Richard Präsident der Société zoologique de France.